# Jiufeng Qin
Jiufeng Qin (chiń. 九峰勤, pinyin Jiǔfēng Qín; kor. 구봉근 Kubong Kŭn; jap Kyūhō Gon; wiet. Cửu Phong Cần) – chiński mistrz szkoły fayan.

## Życiorys
Mieszkał i nauczał w Ruizhou (okolica miasta Gao’an w prowincji Jiangxi).
Mnich powiedział do mistrza chan Jiufenga: „Proszę mistrza o wyjawienie zręcznej metody wejścia na Drogę”.
Jiufeng powiedział: „Budda nie walczy przeciwko ludzkim życzeniom.”
Mnich powiedział: „Dziękuję mistrzu za to wyjaśnienie.”
Jiufeng powiedział: „Wciąż zarobiłeś uderzenia kijem!”
Mistrz chan Jiufeng wszedł do sali i powiedział mnichom następujące słowa: „Nie ma znaczenia, jeśli gadacie aż zsiniejecie na twarzy, lub mówicie „hej” tysiąc razy, lub krzyczycie dziesięć tysięcy razy. Dlaczego tak jest, że ten świątynny filar wciąż nie chce was uznać?” Po długiej przerwie Jiufeng powiedział: „Smakowite jedzenie nie zadowala głodnego.” Następnie zszedł z siedzenie Dharmy.

## Linia przekazu Dharmy zen
Pierwsza liczba oznacza liczbę pokoleń mistrzów od 1 Patriarchy indyjskiego Mahakaśjapy.
Druga liczba oznacza liczbę pokoleń od 28/1 Bodhidharmy, 28 Patriarchy Indii i 1 Patriarchy Chin.
- 39/12. Xuefeng Yicun (822–908)

- 40/13. Furong Lingxun (bd)
- 40/13. Jingqing Daofu (863–937) (także Shunde)
- 40/13. Cuiyan Yongming (bd)
- 40/13. Baofu Congzhan (zm. 928)

- 41/14. Zhaoqing Wendeng (884–972)
- 41/14. Baoci Wenqin (bd)
- 41/14. Yanshou Huilun (bd)

- 42/15. Guizong Daoquan (bd)

- 40/13. Xuansha Shibei (835–908)

- 41/14. Luohan Guichen (867–928)

- 42/15. Longji Shaoxiu (bd)
- 42/15. Tianbing Congyi (bd)
- 42/15. Qingqi Hongjin (bd)
- 42/15. Fayan Wenyi (885–958) szkoła fayan

- 40/13. Yunmen Wenyan (862–949) szkoła yunmen

- 41/14. Shuangquan Shikuang (bd)

- 42/15. Fuchang Weishan (bd)

- 41/14. Fengxian Congshen* (bd) *Daoshen?

- 42/15. Lianhua Fenxiang (bd)
- 42/15. Xiang Anzhu (bd)

- 41/14. Baling Haojian (bd)

- 42/15. Cheng Sansheng (bd)

- 41/14. Dongshan Shouchu (910-990)

- 42/15. Nanyue* Liangya (bd) *Fuyuan

- 43/16. Chenggu Jianfu (zm. 1045)

- 41/14. Deshan Yuanmi (bd)

- 42/15. Wenshu Yingzhen (bd)
- 42/15. Bu’an Dao (bd)

43/16. Dongshan Xiaocong?
44/17. Fori Qisong (1007–1072)
- 41/14. Xianglin Chengyuan (908–987)

- 42/15. Zhimen Guangzuo (zm. 1031)

- 43/16. Jiufeng Qin (bd)
- 43/16. Xuedou Chongxian (980–1052) napisał komentarze wierszem do „Biyan lu”

- 44/17. Chengtian Chuanzong (bd)
- 44/17. Tianyi Yihuai (993–1064)

- 45/18. Fayun Faxiu (1027–1090)
- 45/18. Changlu Yingfu (bd)

- 46/19. Changlu Zongze (bd) autor „Zuochan yi”

- 47/20.

- 48/21.

- 49/22. Lei’an Zhengshou (1146–1208)

- 45/18. Yuanfeng Qingman (bd)
- 45/18. Yuantong Fashen (bd)